# 线叶蓼
线叶蓼（学名：Polygonum paronychioides）为蓼科蓼属下的一个种。

## 扩展阅读
- 維基物種上的相關：线叶蓼